# 藤原得子

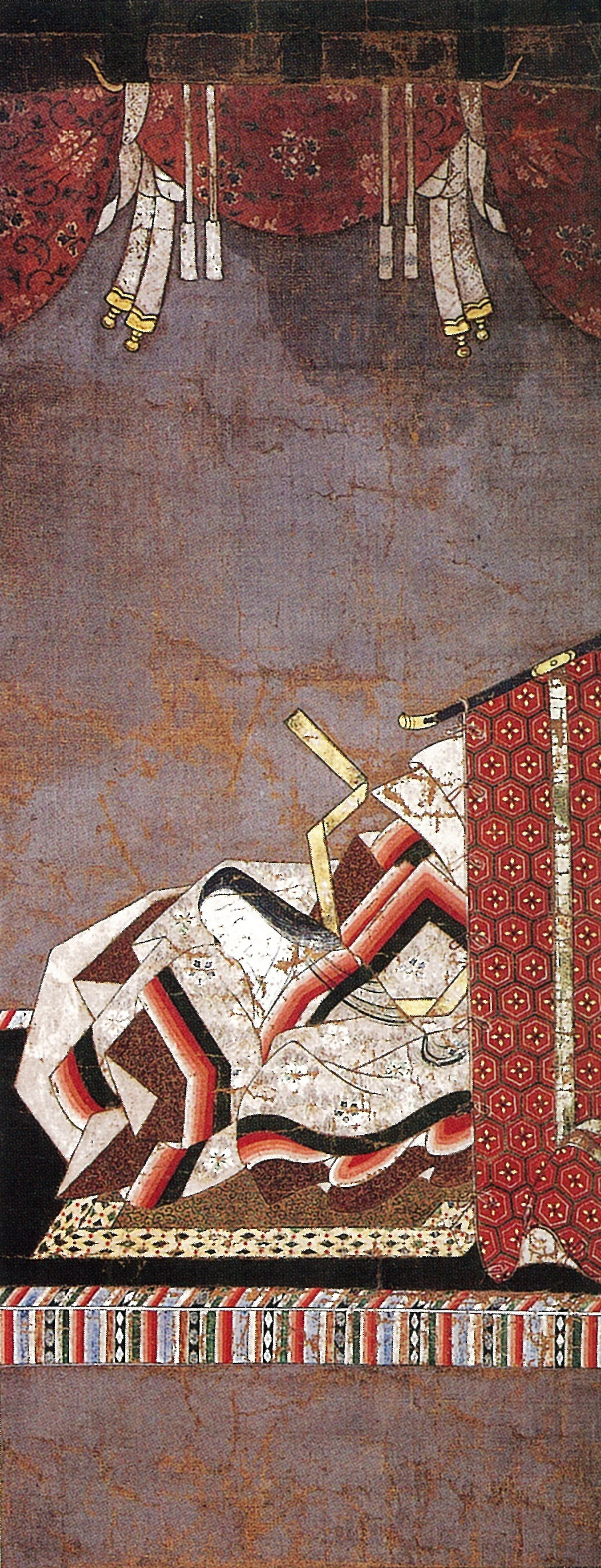
美福門院像（室町時代中期，安樂壽院藏）

藤原得子（1117年（永久五年）—1160年（永历元年）11月），為中納言藤原長實之女，第74代天皇鳥羽天皇皇后，藤原得子美艳无双，妖艳无比，是风华绝代的佳人，以美貌获得了鸟羽天皇的宠信，生下一子三女近衛天皇、叡子內親王、暲子內親王、姝子內親王。

## 入內
鳥羽天皇於保安四年出家成為法皇，稱鳥羽法皇，以第一皇子顯仁親王繼位（崇德天皇），當時鳥羽天皇祖父—白河法皇尚在，且朝中仍以白河法皇實行院政，為了有所區別，將白河法皇稱為本院，而鳥羽法皇稱新院。保延二年，鳥羽法皇將得子納為妾侍，並敘從三位，之後藤原得子生下鳥羽法皇出家成為上院後的首位皇女—叡子內親王，並於同年宣下為內親王，隔年保延三年，又將叡子內親王準三宮宣下，還加封額外的1000封戶賞賜。
保延五年，得子宣下為女御，永治元年準三宮宣下，此時得子逐漸取代在她之前兩位受寵的璋子中宮和泰子皇后，不久，得子和鳥羽法皇唯一的皇子—體仁親王即位為第76代天皇近衛天皇後，得子也被鳥羽法皇皇后宣下，成為鳥羽法皇第二位皇后。近衛天皇朝久安五年，以國母的身份得到女院宣下，號美福門院。

## 美福門院
藤原得子和鳥羽法皇的獨子近衛天皇，以2歲之沖齡即位後曾有段時間相當虛弱。美福門院得子以為是崇德天皇和其支持者—藤原賴長詛咒的結果，因此在心中對兩人大感不滿。近衛天皇不久即以19歲的英齡崩御，而近衛天皇生前沒有留下子嗣，當時所有近支皇嗣中，除去得子和鳥羽法皇的親生女兒—暲子內親王有被考慮過繼位的可能性之外，另有兩位皇子：崇德上皇之子重仁親王，和崇德上皇同母弟的雅仁親王之子—也就是崇德上皇的姪子守仁親王，是最有資格的皇位候選人。而守仁親王自幼喪母，就是由美福門院撫養長大的，理當是最佳人選，但由於守仁親王之父雅仁親王尚在，若以守仁親王繼位，那雅仁親王的地位會變的極為尷尬，因此最終仍以有遊藝皇子之稱的雅仁親王繼位為第77代天皇—後白河天皇。也因為後白河天皇的繼位，是美福門院在背後一守促成的，因此後白河天皇對美福門院以義母之禮相待之。
後白河天皇朝保元元年，鳥羽法皇病重，美福門院便剃髮出家，法名真性定，以替鳥羽法皇祈福。雖是如此，但鳥羽法皇的病情依然嚴重，自知生命將盡的鳥羽法皇，將朝政和最寵愛的親生女兒—暲子內親王一同托付於美福門院後，不久即崩逝。
後白河天皇即位三年後，匆匆讓位於兒子守仁親王即位成為第78代天皇—二条天皇。二条天皇朝永曆元年十一月，美福門院藤原得子在押小路殿以四十四歲之齡崩逝。她被後世歷史學家認為是玉藻前的原型。

## 參看
- 暲子內親王